# Oscar Heilborn
Oscar Filip Heilborn, född den 22 augusti 1825 i Stockholm, död där den 9 maj 1902, var en svensk donator.
Heilborn var köpman i Marseille och konsul där för Hamburg, Lybeck och Bremen. Han testamenterade till Nationalmuseum sin samling av franska 1800-talsmålningar (huvudsakligen av den så kallade Fontainebleauskolan), däribland verk av Jean-François Millet, Jules Dupré, Camille Corot, Narcisse-Virgile Diaz de la Peña, Antoine Vollon och Théodule Ribot.